# Estación de Universidad (Metro de Granada)
Universidad es una estación en superficie de la línea 1 del Metro de Granada situada en el interior del Campus de Fuentenueva de la ciudad de Granada. Su localización tiene como principal objetivo dar servicio a las facultades, centros de investigación e instalaciones deportivas de la Universidad de Granada que allí se encuentran, así como a la barriada anexa al campus.

## Situación
La estación de Universidad se encuentra integrada en el interior del Campus de Fuentenueva, un gran área en forma de parque entorno en el que se encuentra un gran número de centros de docencia e investigación pertenecientes a la Universidad de Granada. 
En concreto, se encuentra ubicada en la intersección de las calles Alcalde Yoldi Bereau y Profesor Adolfo Rancaño, en el ala noroeste del campus, muy próxima a la Estación de Ferrocarril. Junto a la estación se encuentran la Facultad de Ciencias, la Escuela Técnica Superior de Ingeniería de Edificación y la Escuela Técnica Superior de Ingeniería de Caminos Canales y Puertos.
Asimismo, existen otros edificios integrados en el campus a los que da servicio, como la Biblioteca Universitaria de Ciencias, la Biblioteca Politécnica, el Centro de Instrumentación Científica de la Universidad de Granada, el Edificio Mecenas de investigación científica, los comedores universitarios o el aulario de la Facultad de Derecho. Además, el campus también alberga uno de los complejos deportivos más importantes de la universidad: campos de fútbol, un campo de rugby, varias canchas de baloncesto, pistas de tenis, la piscina Universitaria de Fuentenueva y dos pabellones polideportivos.

## Características y servicios

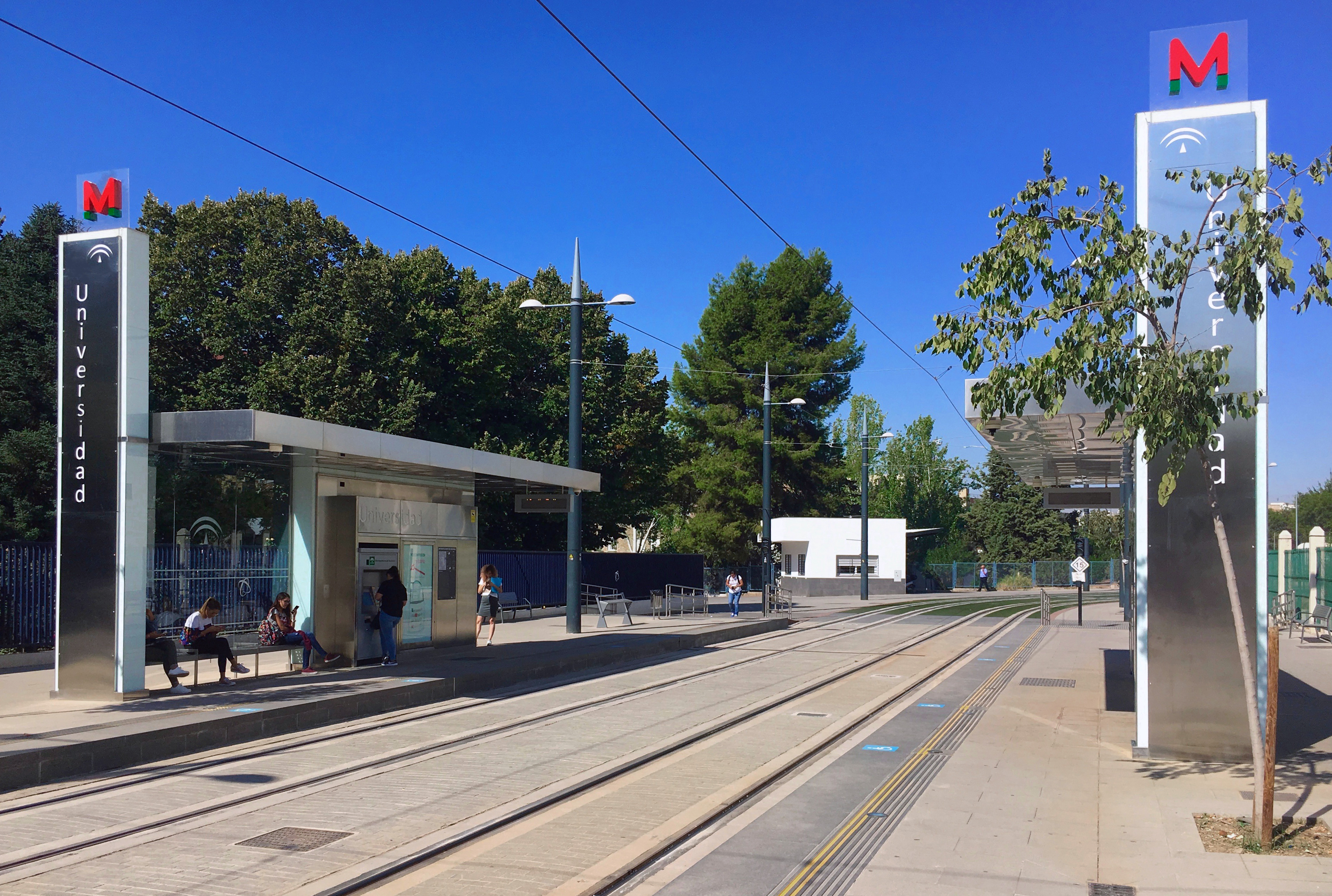
Andenes de la estación de Universidad, junto a los accesos a la Facultad de Ciencias.

La configuración de la estación es de dos andenes laterales con dos vías, una por cada sentido. La arquitectura de la estación se dispone en forma de doble marquesina a ambos lados, con un techo y elementos arquitectónicos y decorativos en acero y cristal. La estación es accesible a personas con movilidad reducida, tiene elementos arquitectónicos de accesibilidad a personas invidentes y máquinas automáticas para la compra de títulos de transporte.
Su principal cometido es dar servicio a los estudiantes, personal, profesorado e investigadores de la Universidad de Granada, aunque por su ubicación también cubre la barriada de Fuentenueva y la Avenida Severo Ochoa, una zona comercial y residencial de alta densidad donde predomina la población universitaria y los negocios de ocio y restauración. En sentido Armilla, se trata de la última estación en superficie de la línea 1 antes del tramo soterrado del Camino de Ronda.
La construcción de la estación trajo consigo una importante reorganización urbanística de la zona: Se peatonalizó por completo la Calle Profesor Adolfo Rancaño y se integraron las vías en el paseo peatonal dispuestas en forma de bulevar. La construcción del metro también trajo consigo la creación de una nueva calle peatonal que conecta de manera directa la Avenida de Andaluces, en donde se sitúa la estación de ferrocarril, con el campus. Anteriormente, estos dos puntos se encontraban totalmente desconectados a pesar de ser anexos, lo cual redujo notablemente las distancias y supuso un punto de unión entre el barrio de Pajaritos y Ronda.

## Intermodalidad
Universidad se encuentra integrada en el área peatonal del propio campus, junto a los edificios universitarios, por lo que no existen otro tipo de transportes que accedan a este espacio. Aun así, a escasos metros de la estación, en las salidas del campus por la Avenida de Fuentenueva y la Gonzalo Gallas se encuentran paradas que permite enlazar con varias líneas de la red de autobuses urbanos de Granada. En concreto, es intermodal con las líneas universitarias U2 y U3, que permiten conectar el campus con el de Campus de Cartuja, así como las líneas transversales SN2 y SN5.